# ديربي بافاريا
ديربي بافاريا (بالألمانية: Bayrisches Derby) هي مباراة كرة قدم بين فريقي مقاطعة بافاريا الألمانية، بين أكثر الفرق الألمانية نجاحاً وشهرةً، نادي بايرن ميونخ ونادي نورمبرغ. تطلق الصحافة الألمانية على هذا الديربي لقب ديربي بافاريا القديم (بالألمانية: Fränkisch-Bairisches Derby) فجماهير نادي نورمبرغ لا تعتبر فريقها جزءاً من مقاطعة بافاريا.
يذكر أن بايرن ميونخ هو الأكثر فوزاً في لقاءات الديربي، فقد فاز في 44 مباريات من أصل 94، بينما فاز نادي نورمبرغ في 29 مباراة وانتهى 21 لقاء بينهما بالتعادل.